# Młodzież Imperium
Młodzież Imperium – pismo konspiracyjne wydawane w Warszawie w latach 1942–1943 przez Konfederację Narodu.

## Historia w czasie II wojny światowej
Młodzież Imperium była w założeniu miesięcznikiem, jednak ukazywała się nieregularnie. Pismo było powielane. Ukazywało się do końca 1943 roku, od początku 1944 roku zastąpiła je „Iskra”.
Redaktorzy:
- Jerzy Cybichowski (ps. „Smoleński”) - zginął 13 maja 1943;
- Mieczysław Kurzyna (ps. „Lipiński”, „Miecz”).

Młodzież Imperium była organem Terenu Młodzieży KN.